# Eckart Kröplin

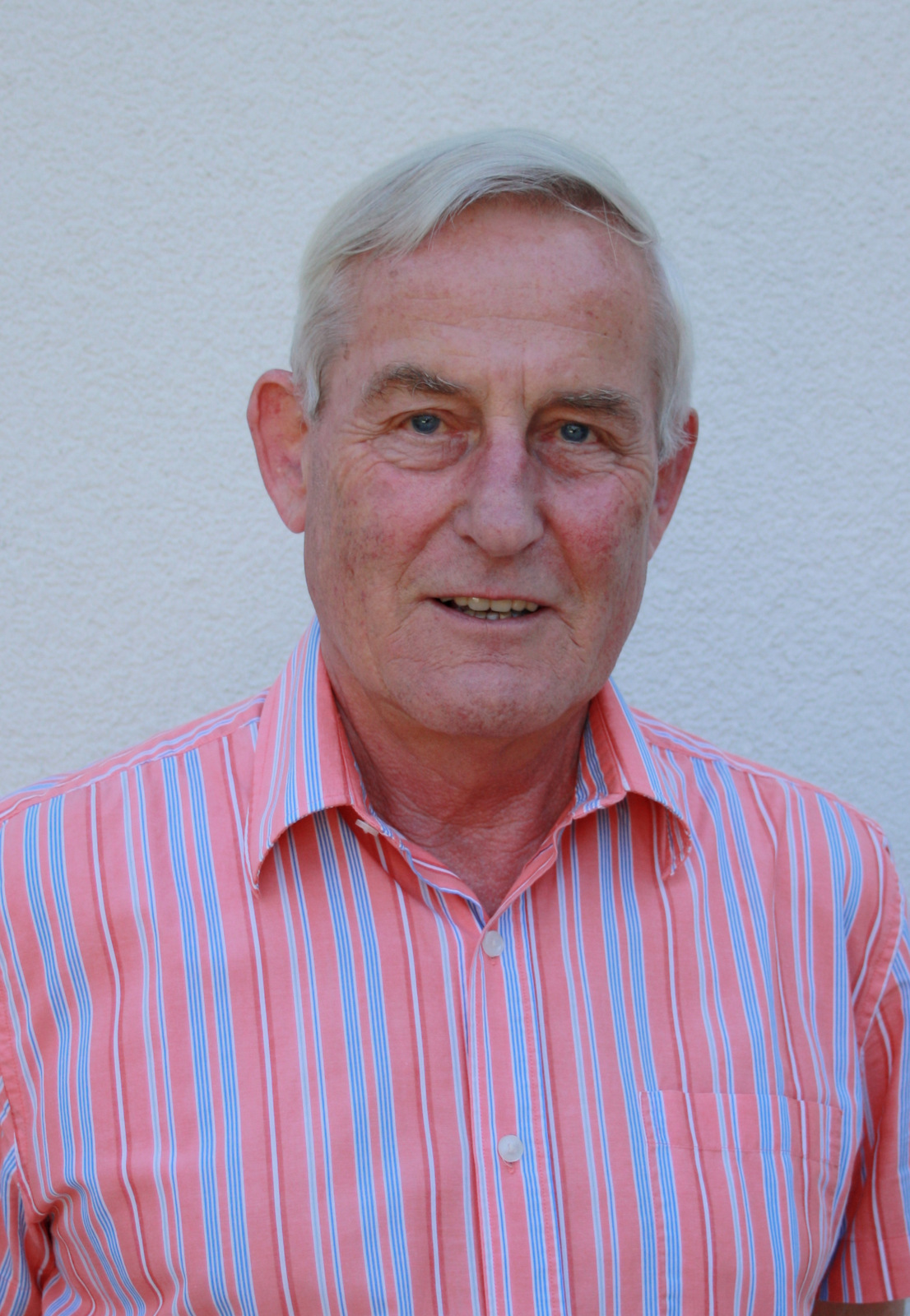
Eckart Kröplin

Eckart Kröplin (* 25. November 1943 in Güstrow) ist ein deutscher Musik- und Theaterwissenschaftler.

## Leben und Schaffen
Eckart Kröplin wuchs in Bützow (Mecklenburg) auf und besuchte dort die Oberschule. Nach dem Studium der Musikwissenschaft an der Universität Leipzig war er zunächst als Lektor beim Musikverlag Breitkopf & Härtel / Deutscher Verlag für Musik in Leipzig tätig. 1969 wurde er wissenschaftlicher Assistent, dann Oberassistent, 1979 Dozent und 1982 Professor für Theorie und Geschichte des Musiktheaters an der Theaterhochschule Leipzig. An der Leipziger Universität promovierte er 1975 und wurde dort 1978 habilitiert.
Ab 1984 wirkte er als Chefdramaturg und Stellvertreter des Intendanten an der neueröffneten Semperoper in Dresden und später an verschiedenen weiteren Theatern in Sachsen und Thüringen. Er trat mit mehreren Buchpublikationen, zahlreichen Aufsätzen und wissenschaftlichen Studien in verschiedenen Fachorganen und thematischen Sammelbänden sowie auf internationalen Tagungen und Kongressen hervor. Des Weiteren war er an mehreren Universitäten, Hochschulen und Theatern des In- und Auslandes, so in Dresden, Hamburg, München, Essen, Moskau, Göteborg und Stockholm als Gastdozent bzw. Gastdramaturg tätig. Seine vorrangigen Forschungsgegenstände sind Richard Wagner, die romantische deutsche Oper, opernästhetische Fragestellungen und das Musiktheater in der Sowjetunion (vor allem Schostakowitsch).

## Publikationen (Auswahl)

### Buchpublikationen
- Richard Wagner und Russland. J. B. Metzler (Berlin) und Bärenreiter-Verlag (Kassel) 2025. ISBN 978-3-662-70403-5
- Operntheater in der DDR. Zwischen neuer Ästhetik und politischen Dogmen. Henschel Verlag in E.A. Seemann Henschel GmbH & Co. KG, Berlin 2020. ISBN 978-3-89487-817-7
- Richard Wagner Chronik. J. B. Metzler Verlag GmbH Stuttgart 2016. ISBN 978-3-476-02587-6
- Richard Wagner und der Kommunismus. Studie zu einem verdrängten Thema. (= Wagner in der Diskussion. Band 9). Verlag Königshausen & Neumann, Würzburg 2013, ISBN 978-3-8260-5267-5
- Richard Wagner – Musik aus Licht. Synästhesien von der Romantik bis zur Moderne. Eine Dokumentardarstellung. (= Wagner in der Diskussion. Band 6). 3 Teile in vier Bänden, Verlag Königshausen & Neumann, Würzburg 2011, ISBN 978-3-8260-4449-6
- Richard Wagner. Theatralisches Leben und lebendiges Theater. Deutscher Verlag für Musik, Leipzig 1989, ISBN 3-370-00292-2
- Frühe sowjetische Oper. Schostakowitsch, Prokofjew. Henschelverlag Kunst und Gesellschaft, Berlin 1985, DNB 870672428.

### Aufsätze in Sammelbänden, Herausgeberschaft
- Aspekte zur theatralischen Rezeption Richard Wagners. In: Leipziger Beiträge zur Wagner-Forschung. Hrsg. vom Richard-Wagner-Verband Leipzig, Band 2, Sax-Verlag Beucha-Markkleeberg 2010, ISBN 978-3-86729-046-3, S. 235–259
- Im Wechselspiel von Anziehung und Abstoßung. Der ‚Ring‘ in Russland und in der Sowjetunion. In: 2. Schwerpunkt: Der Ring des Nibelungen. (= wagnerspectrum. 2/2006). Verlag Königshausen & Neumann, Würzburg 2006, ISBN 3-8260-3575-5, S. 39–83
- Aufhaltsame Ankunft und ahnungsvoller Abschied. Der ‚Ring‘ in der DDR. In: Udo Bermbach, Dieter Borchmeyer u. a. (Hrsg.): Schwerpunkt Der Ring des Nibelungen. (= wagnerspectrum. 1/2006). Verlag Königshausen & Neumann, Würzburg 2006, ISBN 3-8260-3430-9, S. 63–110
- Bach in der russisch-sowjetischen Musik. In: Musikgeschichte in Mittel- und Osteuropa. (= Mitteilungen der internationalen Arbeitsgemeinschaft an der Universität Leipzig. Heft 8). Gudrun Schröder Verlag, Chemnitz 2002, ISBN 3-926196-42-4, S. 1–28
- Dmitri Schostakowitsch. In: Udo Bermbach (Hrsg.): Oper im 20. Jahrhundert. Entwicklungstendenzen und Komponisten. Verlag J. B. Metzler, Stuttgart / Weimar 2000, ISBN 3-476-01733-8, S. 508–530
- Überfahrt ohne Ankunft. Zur Wartburg-Ikonologie und zur Urfassung von Wagners ‚Tannhäuser‘. In: Irene Erfen (Hrsg.): Wartburg-Jahrbuch „… der Welt noch den Tannhäuser schuldig“. Sonderband 1997. Verlag Schnell & Steiner, Regensburg 1999, ISBN 3-7954-1235-8, S. 100–142
- Die Faszination des Mythos für das Gesamtkunstwerk Theater. Wagners Dramaturgie des Mythos als Utopie vom „freien Menschen“. In: Udo Bermbach / Dieter Borchmeyer (Hrsg.): Richard Wagner. ‚Der Ring des Nibelungen‘. Ansichten des Mythos. Verlag J. B. Metzler, Stuttgart/Weimar 1995, ISBN 3-476-01326-X, S. 99–128
- Mitherausgeber und Autor: 200 Jahre Theater Rudolstadt. 200 Jahre Aufregung. Thüringer Landestheater Rudolstadt, Rudolstadt 1994, ISBN 3-9803772-0-2
- Theatralität als gesellschaftliches Phänomen im 19. Jahrhundert. In: Peter Andraschke, Edelgard Spaude (Hrsg.): Welttheater. Die Künste im 19. Jahrhundert. Rombach Verlag, Freiburg im Breisgau 1992, ISBN 3-7930-9069-8, S. 85–98
- Musik-Nation und Opernwelt. Die Oper in unterschiedlichen nationalen Gesellschaften. In: Udo Bermbach, Wulf Konold (Hrsg.): Oper von innen. Produktionsbedingungen des Musiktheaters. Dietrich Reimer Verlag, Berlin / Hamburg 1993, ISBN 3-496-00447-9, S. 281–316
- Die deutsche Oper nach Wagner. In: Udo Bermbach, Wulf Konold (Hrsg.): Der schöne Abglanz. Stationen der Operngeschichte. Dietrich Reimer Verlag, Berlin / Hamburg 1992, ISBN 3-496-00449-5, S. 211–242
- Die Revolution als Theater. In: Programmbuch der Ring-Uraufführung der Oper ‚Graf Mirabeau‘ von Siegfried Matthus. Aalto-Theater Essen 1989, S. 24–62
- Jahrbuch II. Staatsoper Dresden 1987/1988 (Hrsg.), Dresden 1989
- Jahrbuch I. Staatsoper Dresden 1985/1986 (Hrsg.), Dresden 1987
- Richard Wagner. Ästhetische Position – Musikalische Konzeption – Theatralische Rezeption. In: Beiträge zur Musikwissenschaft. Hrsg. vom Verband der Komponisten und Musikwissenschaftler der DDR, Nr. 3, Berlin 1982, S. 173–201
- Zum Spannungsverhältnis von Realität und Kunstrealität in der Oper. In: Horst Seeger (Hrsg.): Oper heute. Ein Almanach der Musikbühne. Band 2, Henschelverlag Kunst und Gesellschaft, Berlin 1979, S. 39–60
- Schostakowitsch zur Oper. Ästhetische Ansichten des Komponisten. In: Musikbühne. 77. Hrsg. von Horst Seeger, Henschelverlag Kunst und Gesellschaft, Berlin 1977, S. 7–34
- Mozart-Rezeption heute und hier. Die gesellschaftspolitische Relevanz der musikalischen Dramaturgie in ‚Figaros Hochzeit‘ und ‚Don Giovanni‘. (= Material zum Theater. Nr. 22) (Sektion Musiktheater Heft 1), Berlin 1973, OCLC 251460428